# Talsperre Pracana
Die Talsperre Pracana (portugiesisch Barragem de Pracana) liegt in der Region Mitte Portugals. Sie staut den Fluss Ocreza, einen rechten (nördlichen) Nebenfluss des Tejo zu einem Stausee (port. Albufeira da Barragem de Pracana) auf. Der Ocreza bildet an dieser Stelle die Grenze zwischen den Distrikten Santarém und Castelo Branco. Etwas flussabwärts der Talsperre mündet der Ocreza in den Tejo. Südlich der Talsperre Pracana befindet sich die Talsperre Fratel, die den Tejo aufstaut. Zwischen dem Tejo und dem Stausee der Talsperre Pracana verläuft die Autobahn A23. Die nächstgelegene Ortschaft ist Gardete, die zwischen den beiden Talsperren an der A23 liegt.
Mit dem Projekt zur Errichtung der Talsperre wurde im Jahre 1947 (bzw. 1944) begonnen. Der Bau wurde 1950 (bzw. 1951) fertiggestellt. Die Talsperre dient der Stromerzeugung. Sie ist im Besitz der Companhia Portuguesa de Produção de Electricidade (CPPE).

## Absperrbauwerk
Das Absperrbauwerk ist eine Pfeilerstaumauer aus Beton mit einer Höhe von 60 m über der Gründungssohle. Die Mauerkrone liegt auf einer Höhe von 115 m über dem Meeresspiegel. Die Länge der Mauerkrone beträgt 245,5 (bzw. 255) m. Das Volumen des Bauwerks beträgt 144.000 (bzw. 129.000) m³. Auf der Oberwasserseite reicht ein Betonsporn 5 m in den Fels.
Die Staumauer verfügt sowohl über einen Grundablass als auch über eine Hochwasserentlastung. Über den Grundablass können maximal 52 m³/s abgeführt werden, über die Hochwasserentlastung maximal 2.560 m³/s. Das Bemessungshochwasser liegt bei 3.500 m³/s; die Wahrscheinlichkeit für das Auftreten dieses Ereignisses wurde mit einmal in 1.000 Jahren bestimmt.

## Stausee
Beim normalen Stauziel von 114 m erstreckt sich der zugehörige Stausee über eine Fläche von rund 5,5 km² und fasst 111,9 (bzw. 116,5) Mio. m³ Wasser – davon können 69 (bzw. 69,3, 95,6 oder 102) Mio. m³ genutzt werden. Das minimale Stauziel, bei dem die Maschinen noch betrieben werden können, liegt bei 97 m. Mit den nutzbaren 95,6 Mio. m³ Wasser können 9,8 Mio. kWh erzeugt werden.

## Kraftwerk
Das Kraftwerk Pracana ist mit einer installierten Leistung von 40 (bzw. 41) MW eines der kleineren Wasserkraftwerke in Portugal. Die durchschnittliche Jahreserzeugung liegt bei 61,8 (bzw. 41, 51 oder 63,8) Mio. kWh. Es dient zur Abdeckung der Spitzenlast.

### Maschinen
Es sind drei Francis-Turbinen mit vertikaler Welle und unterschiedlicher Leistung installiert. Sie befinden sich in einem Maschinenhaus am Fuße der Staumauer. Die folgende Tabelle gibt einen Überblick:
| Maschine | Nenndrehzahl (1/min) | Turbine (MW) | Generator (MVA) | Transformator (MVA) |
| -------- | -------------------- | ------------ | --------------- | ------------------- |
| 1        | 375                  | 8            | 9,68            | 20                  |
| 2        | 375                  | 8            | 9,68            | 20                  |
| 3        | 272,7                | 25           | 28,5            | 30                  |

Die Nennspannung der Generatoren beträgt 6 (Maschine 1 und 2) bzw. 6,3 (Maschine 3) kV. In der Schaltanlage wird die jeweilige Generatorspannung mittels Leistungstransformatoren auf 63 kV hochgespannt.
Global Energy Observatory gibt an, dass 1950 drei Maschinen mit jeweils maximal 13,5 MW Leistung in Betrieb genommen wurden. Laut dieser Quelle betrug die installierte Leistung zum Zeitpunkt der Inbetriebnahme 1950 aber nur 14,7 MW.
Die minimale Fallhöhe beträgt 28 m, die maximale 57 m. Der maximale Durchfluss liegt für die Turbinen 1 und 2 bei jeweils 18 m³/s, für Turbine 3 bei 52 m³/s.
Das Kraftwerk ging 1951 (bzw. 1950) in Betrieb und wurde 1993 renoviert. Es ist im Besitz der CPPE, wird aber von EDP betrieben.